# African Baseball & Softball Association
L'African Baseball & Softball Association (ABSA) è l'organo che governa il baseball e il softball in Africa, ed una delle cinque zone della International Baseball Federation e della International Softball Federation. La sede della ABSA è situata a Lagos, Nigeria.
È una associazione internazionale, fondata nel 1990, che riunisce 18 federazioni nazionali di baseball in Africa, 19 di softball, e, come organo di governo, è responsabile del controllo e dello sviluppo del baseball e del softball in Africa. Inoltre, promuove, supervisiona e dirige le competizioni africane a livello di club e di squadre nazionali, e gli arbitri africani internazionali.

## Nazioni aderenti

### Baseball
- Burkina Faso - Fédération Burkinabée de Baseball et Softball
- Camerun - Cameroon Baseball & Softball Federation
- Costa d'Avorio - Fédération Ivoirienne de Baseball & Softball
- Ghana - Ghana Baseball and Softball Association
- Kenya - Baseball Federation of Kenya
- Lesotho - Lesotho Baseball & Softball Association
- Liberia - Liberia Baseball and Softball Association
- Mali - Fédération Malienne de Base-Ball et de Softball
- Marocco - Morocco Baseball Federation

- Namibia - Namibia Baseball Association
- Nigeria - Nigerian Baseball and Softball Association
- Sierra Leone - Sierra Leone Baseball & Softball Association
- Sudafrica - South African Baseball Union
- Togo - Fédération Togolaise de Baseball et Softball
- Tunisia - Fédération Tunisienne de Baseball et Softball
- Uganda - Uganda Baseball and Softball Association
- Zambia - Zambia Softball and Baseball Association
- Zimbabwe - Zimbabwe Baseball & Softball Association

#### Nazioni osservatori
- Angola - Angola Baseball & Softball Association
- Ciad - Fédération Tchadienne de Baseball et Softball
- Gambia - Gambia Baseball & Softball Association
- Niger - Fédération Nigérienne Baseball et Softball
- Senegal - Senegal Softball & Baseball Association

### Softball
- Botswana - Botswana Softball Association
- Burkina Faso - Fédération Burkinabée de Baseball et Softball
- Camerun - Cameroon Baseball & Softball Federation
- Gambia - Gambia Baseball & Softball Association
- Guinea -
- Guinea-Bissau -
- Kenya - Softball Federation of Kenya
- Lesotho - Lesotho Baseball & Softball Association
- Liberia - Liberia Baseball and Softball Association
- Mali - Fédération Malienne de Base-Ball et de Softball

- Namibia - Namibia Baseball Association
- Nigeria - Nigerian Baseball and Softball Association
- Senegal - Senegal Softball & Baseball Association
- Sierra Leone - Sierra Leone Baseball & Softball Association
- Sudafrica - Softball South Africa
- Tunisia - Fédération Tunisienne de Baseball et Softball
- Uganda - Uganda Baseball and Softball Association
- Zambia - Zambia Softball and Baseball Association
- Zimbabwe - Zimbabwe Baseball & Softball Association

#### Nazioni osservatori
- Angola - Angola Baseball & Softball Association
- Ciad - Fédération Tchadienne de Baseball et Softball
- Costa d'Avorio - Fédération Ivoirienne de Baseball & Softball
- Ghana - Ghana Baseball and Softball Association
- Niger - Fédération Nigérienne Baseball et Softball
- Togo - Fédération Togolaise de Baseball et Softball